# Valcinei Coelho Leite
Valcinei Coelho Leite, mais conhecido como Baby (Rio de Janeiro, 28 de julho de 1965) é um ex-futebolista brasileiro, que atuava como lateral-esquerdo.

## Carreira
Nasceu na Rua “O”, no bairro de Padre Miguel. Chegou ao Bangu AC em 1981 para testes na Vila Hípica.
Em 1985, foi vice-campeão brasileiro pelo clube, onde atuou na final e marcou gol nas penalidades, e ganhou a Bola de Prata, como melhor lateral esquerdo.
Ao todo, fez 64 jogos pelo Bangu (31 vitórias, 25 empates e 8 derrotas).
Saiu para o Vasco em 1988, mas não teve chances porque Mazinho era o dono na posição.
Jogou ainda no Campo Grande, Madureira, sempre na primeira divisão, e encerrou a carreira em 1992 no Barreira (hoje Boavista), num time que tinha Andrade, Adilio e outros jogadores experientes.
Tentou a carreira de técnico no extinto Internacional de Curicica, que disputava a segunda divisão nos anos 90.
Hoje é funcionário da Secretaria de Esportes de Rio das Ostras.